# Wouter Zoon
Wouter Zoon est un chef décorateur et un directeur artistique.

## Filmographie (sélection)

### Cinéma
- 1998 : Dis-moi que je rêve de Claude Mouriéras
- 2000 : Tout va bien, on s'en va de Claude Mouriéras
- 2003 : Swimming Pool de François Ozon
- 2006 : Je pense à vous de Pascal Bonitzer
- 2008 : Le Grand Alibi de Pascal Bonitzer
- 2009 : Je vais te manquer d'Amanda Sthers
- 2011 : Le Havre d'Aki Kaurismäki
- 2014 : La Pièce manquante de Nicolas Birkenstock
- 2015 : Un début prometteur d'Emma Luchini
- 2018 : Bécassine ! de Bruno Podalydès
- 2019 : Alice et le Maire de Nicolas Pariser

### Télévision
- 2016 : Baron noir (8 épisodes)

## Distinctions

### Nominations
- César 2012 : César des meilleurs décors pour Le Havre